# 로이 피건
로이 피건(Roy Fegan, 1961년 1월 27일 ~ )은 미국의 배우, 영화 감독, 텔레비전 배우이다.
로스앤젤레스에서 태어났다.

## 영화
- 맨발의 경영자 (1995년)
- 더 파이브 하트비트 (1991년)
- 신지노르 (1990년)